# Elecciones legislativas de Mongolia de 2024
Las elecciones parlamentarias, se celebraron en Mongolia el 28 de junio de 2024 para renovar la composición del Gran Jural del Estado.El número de parlamentarios aumentará de 76 a 126, tras una enmienda constitucional adoptada en 2023.
Según los resultados preliminares, el Partido Popular de Mongolia (MPP) obtuvo el 35% de los votos y obtuvo 68 de los 126 escaños.  El 5 de julio, el Gran Khural volvió a nombrar al presidente del MPP, Luvsannamsrain Oyun-Erdene, como primer ministro.

## Antecedentes
En las elecciones parlamentarias del 2020, el Partido Popular de Mongolia obtuvo una mayoría absoluta de 62 de los 76 escaños y formó un nuevo gobierno. Sin embargo, las protestas de 2021 provocaron la renuncia del primer ministro Ukhnaagiin Khürelsükh y de todo su gabinete. Posteriormente, la legitimidad del gobierno fue cuestionada durante las protestas sociales de 2022 tras un escándalo de corrupción que involucró los robos de carbón por un valor de 12.900 millones de dólares.
En agosto de 2022, el Tribunal Constitucional anuló el artículo 39, sección 1 de la constitución, que establecía que " el Primer Ministro y no más de cuatro miembros del Gobierno y del Gobierno pueden ocupar el cargo de miembro del Gran Jural del Estado". En la inauguración de la sesión extraordinaria en la primavera de 2022, el presidente del Gran Jural estatal, Gombojavyn Zandanshatar, afirmó que "en este sentido, se cree que es necesario discutir y resolver las cuestiones relacionadas con el número de miembros del parlamento, la competencia del poder ejecutivo, el control y equilibrio de la gobernanza y el desarrollo de la democracia parlamentaria mediante el establecimiento de un Grupo de Trabajo de Consenso Nacional y la discusión y resolución de la cuestión".
El Gran Jural del Estado aprobó una enmienda constitucional el 2 de junio de 2023 que tenía de propósito aumentar el número de diputados de 76 a 126.

### Redistribución de distritos
El 18 de diciembre de 2023, El oficialismo y la oposición llegaron a un consenso para rediseñar los distritos electorales.  Posteriormente, la sesión plenaria del Gran Jural del Estado aprobó una resolución sobre la creación de circunscripciones electorales ordinarias de 2024 del Gran Jural del Estado, y la determinación del número, el territorio de los mandatos de las circunscripciones, lo que resultó en la reforma de los distritos electorales. En comparación con las elecciones anteriores, hubo una disminución de las circunscripciones, lo que elevó el total a 13.

## Sistema electoral
Tras la aprobación de una nueva ley electoral, las elecciones se celebrarán mediante un sistema paralelo, con 78 escaños elegidos por voto múltiple intransferible en 13 circunscripciones plurinominales y 48 por representación proporcional de lista cerrada a nivel nacional con un umbral electoral. del 4% para partidos individuales, del 5% para una coalición bipartidista y del 7% para coaliciones de tres o más partidos. Para calificar para escaños proporcionales, los partidos y coaliciones también deben tener candidatos que se postulen en al menos la mitad de los escaños de cada circunscripción. Las listas de los partidos deben adherirse al sistema de cremallera, mientras que la proporción general de género de los candidatos de un partido no debe ser superior a 70:30 ni inferior a 30:70. Se requiere una participación electoral del 50% para que el resultado en un distrito electoral se considere válido, o se debe realizar una segunda vuelta para ese distrito electoral.

## Campaña
Entre los temas planteados durante la campaña se encuentran la corrupción, el desempleo, la inflación y los problemas agrícolas.

## Incidentes

### Muerte de opositor
El 16 de junio de 2024, B. Bayanmunkh, miembro del Partido Demócrata y gobernador de Sant Sum, fue asesinado a golpes durante una campaña del Partido Demócrata. Se descubrió que el autor era propagandista del candidato del primer distrito electoral, Gürsediin Saikhanbayar.En respuesta, el MPP decidió retirar a Saikhanbayar como el candidato del partido. Sin embargo, el GEC afirmó que un candidato no puede ser retirado una vez que ha sido registrado para la elección, se le ha emitido un documento de identidad y su nombre ha sido inscrito en la papeleta de voto.  El propio Saikhanbayar también afirmó que seguirá haciendo campaña y compitiendo para las elecciones.

## Resultados
Los resultados preliminares mostraron que el gobernante Partido Popular de Mongolia había ganado una mayoría estrecha y reducida en el Khural, lo que permitió al primer ministro Luvsannamsrain Oyun-Erdene reclamar públicamente la victoria. El Partido Demócrata también ganó 42 escaños, un aumento con respecto a las elecciones de 2020.  El GEC presentó los resultados oficiales completos el 1 de julio de 2024.